# SloTop50
SloTop50 objavlja uradne tedensko, mesečno in letno slovensko glasbeno lestvico največkrat predvajanih domačih ter tujih skladb na slovenskih radiih od leta 2013 naprej. Združenje SAZAS samodejno spremlja vsebine 61 slovenskih radijskih postaj in jih tudi posodablja. 6. januarja 2013 je "Srečno novo leto" od Rok'n'Band kot prvi singel sploh, zasedel prvo mesto na tedenski lestvici SloTop50. Do trenutno zadnje objave 20. junija 2021, se je na prvem mestu tedenske lestvice do sedaj znašlo 90 različnih singlov skupaj v 442 tednih. 

## Skladba leta
V treh kategorijah: prvourščena skladba na koncu leta, najbolje uvrščena domača skladba na koncu leta in prvouvrščena skladba v (pred)božičnem tednu.
| 2013 | "Wake Me Up"          | Avicii ft. Aloe Blacc | "Nasmeh življenja"       | Nika Zorjan   | "Hey Brother"                | Avicii                     |
| 2014 | "Jubel"               | Klingande             | "Spet (Round and Round)" | Tinkara Kovač | "All About That Bass"        | Meghan Trainor             |
| 2015 | "Love Me Like You Do" | Ellie Goulding        | "Here for You"           | Maraaya       | "Hello"                      | Adele                      |
| 2016 | "Photograph"          | Ed Sheeran            | "To mi je všeč"          | Nina Pušlar   | "Driving Home for Christmas" | Chris Rea                  |
| 2017 | "Shape of You"        | Ed Sheeran            | "Heart of Gold"          | BQL           | "Last Christmas"             | Wham!                      |
| 2018 | "Perfect"             | Ed Sheeran            | "Srce za srce"           | Alya          | "In My Mind"                 | Dynoro ft. Gigi D'Agostino |
| 2019 | "Sweet but Psycho"    | Ava Max               | "Vroče"                  | S.I.T.        | "Dance Monkey"               | Tones and I                |
| 2020 | "Blinding Lights"     | the Weekend           | "Svet na dlani"          | Nina Pušlar   | "Last Christmas"             | Wham!                      |

## Zgodovina

### 1997: SAZAS letna lestvica slovenskih skladb
Leta 1997 je združenje SAZAS uvedlo prvo uradno nacionalno letno lestvico izključno najbolj predvajanih slovenskih skladb, brez tujih. Med leti 1997 in 2006 so objavljali top 50 skladb, med leti 2007 in 2012 top 500 skladb in od 2013 naprej top 100 slovenskih skladb za obe letni lestvici: razred 100 (nacionalni radio) in razred 110 (komercialni radio).

### 2008: IPF letna lestvica skladb in izvajalcev
Leta 2008 je Zavod za uveljavljanje pravic izvajalcev in proizvajalcev fonogramov Slovenije (IPF) ustanovil svojo letno lestvico najbolj predvajanih slovenskih ter tujih izved in izvajalcev. Prvo leto.

### 2013: Prva slovenska tedenska lestvica SloTop50
Leta 2013 je združenje SAZAS prvič v zgodovini Slovenije uvedlo nacionalno tedensko glasbeno lestvico po vzoru tujih tedenskih lestvic z dolgo tradicijo kot so: "Billboard Hot 100" (Združene države), "UK Singles Chart" (V. Britanija), "Ö3 Austria Top 40" (Avstrija)...

## Seznam radijskih postaj, vključenih v merjenje
Radio Slovenija - 1. program, Koroški Radio, Moj radio, Program Ars, Radio 1, Radio 94, Radio Aktual, Radio Antena, Radio Brezje, Radio Capodistria, Radio Capris, Radio Celje, Radio Center, Radio City, Radio Europa 05, Radio Express, Radio Gorenc, Radio Hit, Radio Koper, Radio Kranj, Radio Krka, Radio Laser, Radio Maribor, Radio Maxi, Radio Murski val, Radio Net FM, Radio Odmev, Radio Ognjišče, Radio Prlek, Radio Ptuj, Radio Robin, Radio Rogla, Radio S, Radio Salomon, Radio Slovenia International, Radio Slovenske Gorice, Radio Sora, Radio Sraka, Radio Štajerski Val, Radio Študent Ljubljana, Mariborski radio Študent, Radio Top, Radio Triglav, Turistični radio Potepuh, Radio Velenje, Radio Veseljak, Radio Zeleni Val, Rock Radio, Studio D, Val 202.

## Statistika in rekordi za SloTop50
Po 442 tednih od uvedbe lestvice (posodobljeno: 20. junij 2021)

### Vse prvouvrščene skladbe
| Po vrsti | Naslov pesmi                       | Izvajalec                                             | Tednov skupaj |
| -------- | ---------------------------------- | ----------------------------------------------------- | ------------- |
| 1        | "Srečno novo leto"                 | Rok'n'Band                                            | 1             |
| 2        | "Krila"                            | Neisha                                                | 2             |
| 3        | "Stronger (What Doesn't Kill You)" | Kelly Clarkson                                        | 3             |
| 4        | "To je moj dan"                    | Kataya                                                | 1             |
| 5        | "People Help the People"           | Birdy                                                 | 14            |
| 6        | "Hollywood Hills"                  | Sunrise Avenue                                        | 1             |
| 7        | "Hvala za vijolice"                | Bilbi                                                 | 2             |
| 8        | "Pumped Up Kicks"                  | Foster the People                                     | 3             |
| 9        | "Get Lucky"                        | - Daft Punk feat. Pharrell Williams                   | 4             |
| 10       | "Wake Me Up"                       | - Avicii feat. Aloe Blacc                             | 12            |
| 11       | "Roar"                             | Katy Perry                                            | 2             |
| 12       | "Bonfire Heart"                    | James Blunt                                           | 5             |
| 13       | "Hey Brother"                      | Avicii                                                | 3             |
| 14       | "Timber"                           | Pitbull feat. Kesha                                   | 8             |
| 15       | "Stolen Dance"                     | Milky Chance                                          | 2             |
| 16       | "Spet"                             | Tinkara Kovač                                         | 3             |
| 17       | "Happy"                            | Pharrell Williams                                     | 3             |
| 18       | "Addicted to You"                  | Avicii                                                | 2             |
| 19       | "Waves"                            | Mr. Probz                                             | 1             |
| 20       | "Budapest"                         | George Ezra                                           | 12            |
| 21       | "Summer"                           | Calvin Harris                                         | 4             |
| 22       | "Prayer in C"                      | - Lilly Wood and the Prick & Robin Schulz             | 8             |
| 23       | "Rude"                             | Magic!                                                | 1             |
| 24       | "All of Me"                        | John Legend                                           | 1             |
| 25       | "All About That Bass"              | Meghan Trainor                                        | 16            |
| 26       | "Love Me Like You Do"              | Ellie Goulding                                        | 6             |
| 27       | "Here for You"                     | Maraaya                                               | 7             |
| 28       | "Cheerleader"                      | OMI                                                   | 14            |
| 29       | "Ain't Nobody (Loves Me Better)"   | -Felix Jaehn feat. Jasmine Thompson                   | 1             |
| 30       | "Sugar"                            | -Robin Schulz feat. Francesco Yates                   | 2             |
| 31       | "Photograph"                       | Ed Sheeran                                            | 2             |
| 32       | "Reality"                          | - Lost Frequencies feat. Janieck Devy                 | 4             |
| 33       | "Hello"                            | Adele                                                 | 15            |
| 34       | "Book of Love"                     | - Felix Jaehn feat. Polina                            | 1             |
| 35       | "Adventure of a Lifetime"          | Coldplay                                              | 2             |
| 36       | "Stiches"                          | Shawn Mendes                                          | 3             |
| 37       | "Love Yourself"                    | Justin Bieber                                         | 4             |
| 38       | "7 Years"                          | Lukas Graham                                          | 1             |
| 39       | "Blue and Red"                     | ManuElla                                              | 1             |
| 40       | "Cheap Thrills"                    | Sia                                                   | 2             |
| 41       | "Can't Stop the Feeling!"          | Justin Timberlake                                     | 7             |
| 42       | "Srce za srce"                     | Alya                                                  | 9             |
| 43       | "Muza"                             | BQL                                                   | 1             |
| 44       | "Duele el Corazón"                 | - Enrique Iglesias feat. Wisin                        | 3             |
| 45       | "Treat You Better"                 | Shawn Mendes                                          | 3             |
| 46       | "Don't Be So Shy"                  | Imany                                                 | 2             |
| 47       | "The Greatest"                     | - Sia feat. Kendrick Lamar                            | 1             |
| 48       | "Lost on You"                      | LP                                                    | 3             |
| 49       | "Human"                            | Rag'n'Bone Man                                        | 3             |
| 50       | "All I Want for Christmas Is You"  | Mariah Carey                                          | 1             |
| 51       | "Driving Home for Christmas"       | Chris Rea                                             | 1             |
| 52       | "Love My Life"                     | Robbie Williams                                       | 4             |
| 53       | "Rockabye"                         | - Clean Bandit ft. Sean Paul & Anne-Marie             | 1             |
| 54       | "Heart of Gold"                    | BQL                                                   | 4             |
| 55       | "Shape of You"                     | Ed Sheeran                                            | 9             |
| 56       | "Despacito"                        | Luis Fonsi ft. Daddy Yankee                           | 10            |
| 57       | "Súbeme la Radio"                  | - E. Iglesias ft. D. Bueno and Zion & Lennox          | 4             |
| 58       | "Galway Girl"                      | Ed Sheeran                                            | 10            |
| 59       | "Diamond Duck"                     | Maraaya                                               | 2             |
| 60       | "What About Us"                    | Pink                                                  | 3             |
| 61       | "Perfect"                          | Ed Sheeran                                            | 15            |
| 62       | "Havana"                           | - Camila Cabello featuring Young Thug                 | 2             |
| 63       | "Last Christmas"                   | Wham!                                                 | 2             |
| 64       | "Échame la Culpa"                  | - Luis Fonsi and Demi Lovato                          | 8             |
| 65       | "Say Something"                    | Justin Timberlake ft. Chris Stapleton                 | 1             |
| 66       | "These Days"                       | - Rudimental ft. Jess Glynne, Macklemore & Dan Caplen | 2             |
| 67       | "Flames"                           | - David Guetta and Sia                                | 3             |
| 68       | "One Kiss"                         | Calvin Harris ft. Dua Lipa                            | 11            |
| 69       | "La Cintura"                       | Álvaro Soler                                          | 2             |
| 70       | "Solo"                             | - Clean Bandit feat. Demi Lovato                      | 2             |
| 71       | "Promises"                         | Calvin Harris ft. Sam Smith                           | 11            |
| 72       | "In My Mind"                       | Dynoro ft. Gigi D'Agostino                            | 7             |
| 73       | "Sweet but Psycho"                 | Ava Max                                               | 11            |
| 74       | "Nothing Breaks Like a Heart"      | Mark Ronson feat. Miley Cyrus                         | 1             |
| 75       | "Giant"                            | Calvin Harris and Rag'n'Bone Man                      | 3             |
| 76       | "Con Calma"                        | Daddy Yankee feat. Snow                               | 11            |
| 77       | "I Don't Care"                     | Ed Sheeran and Justin Bieber                          | 3             |
| 78       | "Señorita"                         | Shawn Mendes and Camila Cabello                       | 17            |
| 79       | "Dance Monkey"                     | Tones and I                                           | 6             |
| 80       | "Memories"                         | Maroon 5                                              | 5             |
| 81       | "Don't Start Now"                  | Dua Lipa                                              | 2             |
| 82       | "Blinding Lights"                  | The Weeknd                                            | 15            |
| 83       | "Breaking Me"                      | Topic and A7S                                         | 6             |
| 84       | "Rain on Me"                       | Lady Gaga and Ariana Grande                           | 3             |
| 85       | "Savage Love (Laxed – Siren Beat)" | Jawsh 685 and Jason Derulo                            | 8             |
| 86       | "Watermelon Sugar"                 | Harry Styles                                          | 3             |
| 87       | "Kings & Queens"                   | Ava Max                                               | 2             |
| 88       | "Head & Heart"                     | Joel Corry & MNEK                                     | 13            |
| 89       | "Meni dobro je"                    | Jan Plestenjak                                        | 1             |
| 90       | "Save Your Tears"                  | The Weeknd                                            | 14            |

### Najvišje tedensko uvrščene domače skladbe
| Po vrsti | Naslov pesmi                 | Izvajalec                         | Tednov skupaj |
| -------- | ---------------------------- | --------------------------------- | ------------- |
| 1        | "Srečno novo leto"           | Rok'n'Band                        | 4             |
| 2        | "Krila"                      | Neisha                            | 2             |
| 3        | "I'd Like To (My FB Song)"   | April                             | 4             |
| 4        | "To je moj dan"              | Kataya                            | 4             |
| 5        | "Dan brez tebe"              | Victory                           | 6             |
| 6        | "Poljubljena"                | Tabu                              | 3             |
| 7        | "Čas"                        | Dan D                             | 1             |
| 8        | "Zbudi se za prvi maj"       | Mi2                               | 1             |
| 9        | "Dan ljubezni"               | Pepel in kri                      | 1             |
| 10       | "Hvala za vijolice"          | Bilbi                             | 4             |
| 11       | "Mars in Venera"             | Tinkara Kovač                     | 1             |
| 12       | "Nasmeh življenja"           | Nika Zorjan                       | 14            |
| 13       | "Čao lepa"                   | Jan Plestenjak                    | 1             |
| 14       | "Svet je tvoj!"              | Nina Pušlar                       | 1             |
| 15       | "Zaljubljena"                | Victory                           | 1             |
| 16       | "Nov dan"                    | Muff                              | 11            |
| 17       | "Pozitivne misli"            | Dan D                             | 4             |
| 18       | "Spet"                       | Tinkara Kovač                     | 25            |
| 19       | "Po dežju"                   | Nika Zorjan                       | 6             |
| 20       | "Lovin' Me"                  | Maraaya                           | 20            |
| 21       | "Here for You"               | Maraaya                           | 34            |
| 22       | "Nekaj med nama"             | Iztok Easy Novak                  | 4             |
| 23       | "Carica"                     | Tanja Žagar                       | 2             |
| 24       | "Piknik"                     | Siddharta                         | 1             |
| 25       | "Ledena"                     | Siddharta                         | 1             |
| 26       | "Living Again"               | Maraaya                           | 5             |
| 27       | "Najljubša napaka"           | Anja Rupel                        | 2             |
| 28       | "Stara dobra"                | Jan Plestenjak                    | 6             |
| 29       | "Prelepa za poraz"           | Jan Plestenjak                    | 2             |
| 30       | "Blue and Red"               | ManuElla                          | 5             |
| 31       | "To mi je všeč"              | Nina Pušlar                       | 8             |
| 32       | "Srce za srce"               | Alya                              | 19            |
| 33       | "Muza"                       | BQL                               | 3             |
| 34       | "Pesem"                      | Manca Špik & Kvartopirci          | 1             |
| 35       | "Vrhovi"                     | Neisha                            | 1             |
| 36       | "Milijon in ena"             | Klara Jazbec                      | 8             |
| 37       | "Oba"                        | Manca Špik & Isaac Palma          | 2             |
| 38       | "Heart of Gold"              | BQL                               | 19            |
| 39       | "Halo"                       | Alya                              | 13            |
| 40       | "Diamond Duck"               | Maraaya                           | 7             |
| 41       | "Ni predaje, ni umika"       | BQL & Nika Zorjan                 | 11            |
| 42       | "Spet te slišim"             | Lamai                             | 2             |
| 43       | "Promise"                    | BQL                               | 1             |
| 44       | "Uspavanka-Lullaby"          | Nika Zorjan                       | 1             |
| 45       | "Ptica"                      | BQL                               | 8             |
| 46       | "Hvala, ne!"                 | Lea Sirk                          | 1             |
| 47       | "Velik je ta svet"           | Jan Plestenjak ft. Salle          | 5             |
| 48       | "Dobro jutro življenje"      | Alya                              | 1             |
| 49       | "Luna"                       | Nika Zorjan ft. J. Haller         | 18            |
| 50       | "Vroče"                      | S.I.T.                            | 4             |
| 51       | "Povej mi, kaj bi rada"      | Jan Plestenjak                    | 2             |
| 52       | "Za naju"                    | Nina Pušlar                       | 1             |
| 53       | "Peru"                       | BQL                               | 11            |
| 54       | "Sebi"                       | Zala Kralj & Gašper Šantl         | 8             |
| 55       | "V srce"                     | Natalija Verboten                 | 5             |
| 56       | "Ola Ola"                    | Nika Zorjan & Isaac Palma         | 13            |
| 57       | "Na plažo"                   | Nika Zorjan                       | 2             |
| 58       | "Čaša vina"                  | Natalija Verboten ft. Best        | 8             |
| 59       | "Serenada"                   | Manca Špik                        | 1             |
| 60       | "Svet na dlani"              | Nina Pušlar                       | 13            |
| 61       | "Bela snežinka"              | Veter                             | 2             |
| 62       | "Beli oblaki, bele snežinke" | Poskočni muzikanti & Nuša Derenda | 1             |
| 63       | "Včeraj in za zmeraj"        | Nina Pušlar                       | 1             |
| 64       | "Človek brez imena"          | Jan Plestenjak                    | 1             |
| 65       | "Sreča"                      | Pop Design                        | 2             |
| 66       | "Nocoj"                      | Manca Špik                        | 3             |
| 67       | "Malo, malo"                 | Rebeka Dremelj                    | 2             |
| 68       | "Na frišno"                  | BQL                               | 4             |
| 69       | "Še zdaj ne vem zakaj"       | Vili Resnik                       | 2             |
| 70       | "Nimam skrbi"                | Sopranos                          | 1             |
| 71       | "Mojito"                     | Lara Kadis                        | 9             |
| 72       | "Ko bo to za nama"           | BQL                               | 2             |
| 73       | "Obujem nove čevlje"         | Maraaya                           | 9             |
| 74       | "Julija"                     | Booom!                            | 1             |
| 75       | "Drevo"                      | Maraaya                           | 3             |
| 76       | "Meni dobro je"              | Jan Plestenjak                    | 8             |
| 77       | "Največ"                     | Klara Jazbec                      | 6             |
| 78       | "Medena"                     | Pop Design                        | 3             |
| 79       | "Dobr' gre"                  | Maraaya                           | 2             |
| 80       | "Ko si z mano"               | Nino Ošlak                        | 2             |
| 81       | "Romeo in Julija 2021"       | Flirt                             | 4             |
| 82       | "Imela sva vse"              | Wolf                              | 2             |
| 93       | "Zgoraj je nebo"             | Jan Plestenjak ft. Coto           | 1             |

### Izvajalci z največ prvimi mesti
| Uvr. | Izvajalec         | Držav | Število skladb |
| ---- | ----------------- | ----- | -------------- |
| 1    | Ed Sheeran        |       | 5              |
| 2    | Calvin Harris     |       | 4              |
| 3    | Avicii            |       | 3              |
| 4    | Maraaya           |       | 2              |
|      | BQL               |       | 2              |
|      | Ava Max           |       | 2              |
|      | Justin Timberlake |       | 2              |
|      | Pharrell Williams |       | 2              |
|      | Robin Schulz      |       | 2              |
|      | Felix Jaehn       |       | 2              |
|      | Shawn Mendes      |       | 2              |
|      | Justin Bieber     |       | 2              |
|      | The Weekend       |       | 2              |
|      | Sia               |       | 2              |
|      | Luis Fonsi        |       | 2              |
|      | Enrique Iglesias  |       | 2              |

## Ostalo

### Skladba, ki je bila največ tednov na prvem mestu
| Mesto | Naslov pesmi             | Izvajalec               | Letnik  | Tednov skupaj |
| ----- | ------------------------ | ----------------------- | ------- | ------------- |
| 1     | "Señorita"               | Mendes and Cabello      | 2019    | 17            |
| 2     | "All About That Bass"    | Meghan Trainor          | 2014    | 16            |
| 3     | "Perfect"                | Ed Sheeran              | 2017-18 | 15            |
|       | "Hello"                  | Adele                   | 2015    | 15            |
|       | "Blinding Lights"        | The Weeknd              | 2019    | 15            |
| 6     | "People Help The People" | Birdy                   | 2013    | 14            |
|       | "Cheerleader"            | OMI                     | 2015    | 14            |
|       | "Save Your Tears"        | The Weeknd              | 2020    | 14            |
| 9     | "Head & Heart"           | Joel Corry & MNEK       | 2021    | 13            |
| 10    | "Budapest"               | George Ezra             | 2014    | 12            |
|       | "Wake Me Up"             | Avicii feat. Aloe Blacc | 2013    | 12            |

### Najuspešnejši slovenski izvajalci
| Uvr. | Izvajalec     | Št. pesmi na 1. mestu | Tednov na 1. mestu | Uvrstitev na letni lestvici |
| ---- | ------------- | --------------------- | ------------------ | --------------------------- |
| 1    | BQL           | 2                     | 5                  | 21                          |
| 2    | Alya          | 1                     | 9                  | 13                          |
| 3    | Maraaya       | 2                     | 8                  | 2                           |
| 4    | Tinkara Kovač | 1                     | 3                  | 7                           |
| 5    | Bilbi         | 1                     | 2                  | 22                          |
| 6    | Neisha        | 1                     | 2                  | 38                          |

### Najnižje uvrščene št. 1 na letni lestvici
| Uvr. | Naslov pesmi | Izvajalec        | Leto | Uvrstitev na letni lestvici |
| ---- | ------------ | ---------------- | ---- | --------------------------- |
| 1    | Sugar        | Robin Schulz     | 2015 | 42                          |
| 2    | Reality      | Lost Frequencies | 2015 | 34                          |
| 3    | Rude         | Magic!           | 2014 | 25                          |

### Najvišje uvrščene skladbe na letni lestvici, ki niso bile št. 1
| Uvr. | Naslov pesmi     | Izvajalec    | Leto | Tedenska uvrstitev | Letna lestvica |
| ---- | ---------------- | ------------ | ---- | ------------------ | -------------- |
| 1    | "Jubel"          | Klingande    | 2014 | 3                  | 1              |
| 2    | "Blurred Lines"  | Robin Thicke | 2013 | 2                  | 3              |
|      | "Blame It On Me" | George Ezra  | 2015 | 2                  | 3              |

## Bum award
SAZAS podeljuje nagrado "SloTop50 Bum award" domačim izvajalcem, ki že v prvem tednu na lestvici zasedejo prvo mesto. Do zdaj je to uspelo dvema pesmima:
- "BQL" – "Heart of Gold" (5. marec 2017)
- "Maraaya" – "Diamond Duck" (8. oktober 2017)